# 율리스 골드
율리스 골드(Ulee's Gold)는 미국에서 제작된 빅터 누네즈 감독의 1997년 드라마 영화이다. 피터 폰다 등이 주연으로 출연하였다.

## 출연

### 주연
- 피터 폰다
- 패트리샤 리처드슨

### 조연
- 제시카 비엘
- J. 케네스 캠벨
- 크리스틴 던포드
- 스티븐 플린
- 드웨이 웨버
- 톰 우드
- 바네사 지마

## 제작진
- Co-PD: 샘 고원
- Co-PD: 피터 사라프
- Line PD: 스튜어트 립프
- 조감독: 거스 홀저
- 음향: 피트 윈터
- 미술: 팻 가너
- 미술: 데비 드빌라
- 의상: 마릴린 월-애시
- 배역: 주디 커트니